# Луї Жанмо
Луї Жанмо — французький поет і художник.

## Біографія
Жанмо народився 21 травня 1814 року в Ліоні у сім'ї ревних католиків. Навчаючись з Ліонському королівському коледжі, Луї познайомився з Фредеріком Озанамом, що справив неабияке враження на юного художника.